# Pauli Kiuru
Pauli Kiuru (Valkeakoski, 8 de diciembre de 1962) es un deportista finlandés que compitió en triatlón.
Ganó dos medallas en el Campeonato Europeo de Triatlón de Larga Distancia en los años 1987 y 1997. Además, obtuvo tres medallas en el Campeonato Mundial de Ironman entre los años 1990 y 1993.

## Palmarés internacional
| Campeonato Europeo | Campeonato Europeo     | Campeonato Europeo | Campeonato Europeo |
| Año                | Lugar                  | Medalla            | Prueba             |
| ------------------ | ---------------------- | ------------------ | ------------------ |
| 1987               | Joroinen (Finlandia)   | Medalla de bronce  | Individual         |
| 1997               | Fredericia (Dinamarca) | Medalla de bronce  | Individual         |

| Campeonato Mundial | Campeonato Mundial     | Campeonato Mundial | Campeonato Mundial |
| Año                | Lugar                  | Medalla            | Prueba             |
| ------------------ | ---------------------- | ------------------ | ------------------ |
| 1990               | Hawái (Estados Unidos) | Medalla de bronce  | Individual         |
| 1992               | Hawái (Estados Unidos) | Medalla de bronce  | Individual         |
| 1993               | Hawái (Estados Unidos) | Medalla de plata   | Individual         |